# Dança dos Fantasmas
Este artigo se refere ao movimento religioso. Para o romance de John Norman, veja Dança dos Fantasmas (livro).

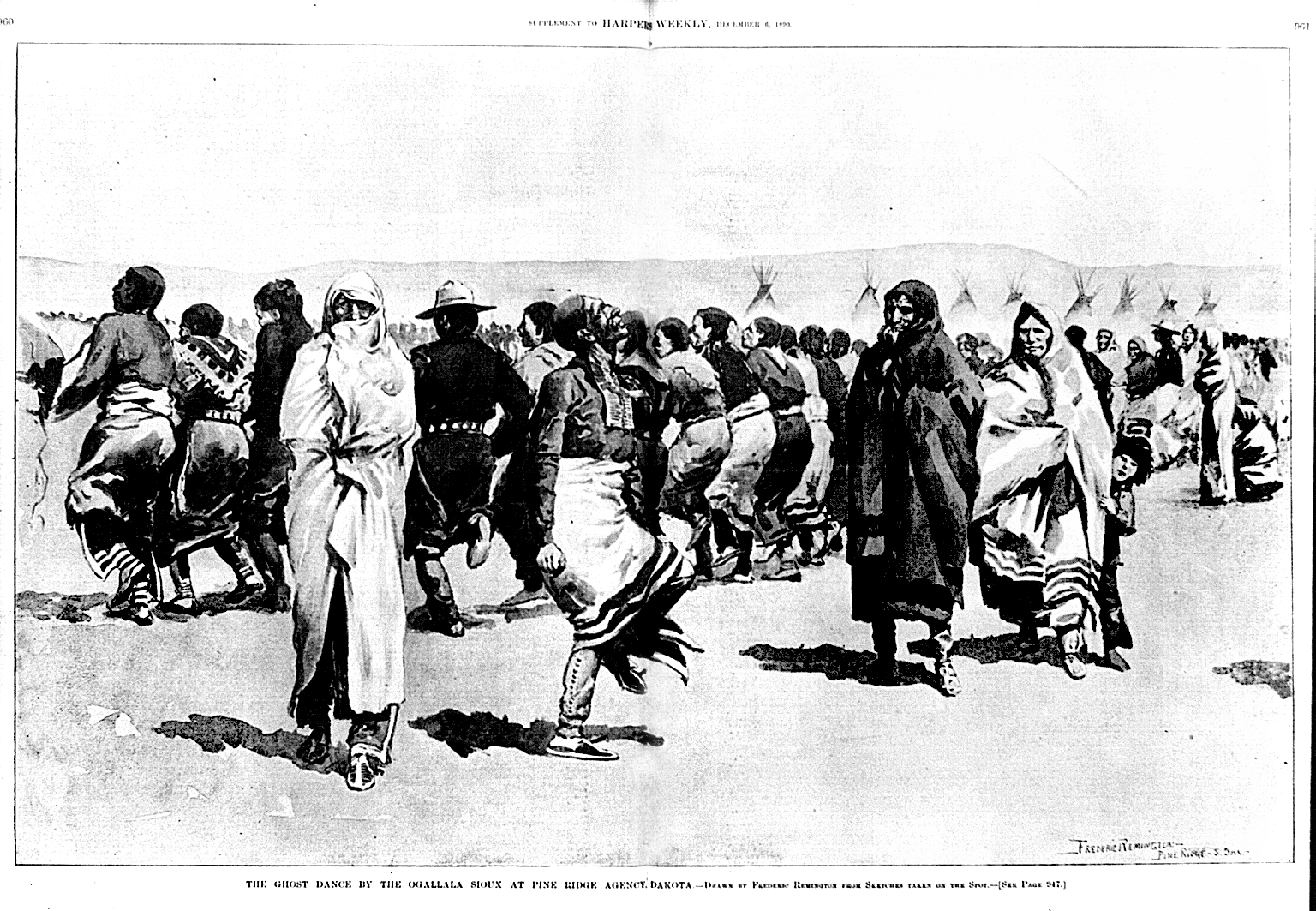
A Dança dos Fantasmas

A Dança dos Fantasmas (em inglês Ghost Dance Movement ou Round Dance) foi um movimento religioso desenvolvido entre as tribos de índios norte-americanos no século XIX.

## História
Há dois movimentos da "Dança dos Fantasmas":
A primeira surgiu em 1869, quando um índio paiute chamado Wodziwob, teve um transe e ensinou aos índios uma série de rituais, que incluíam  a “Dança dos Fantasmas”, onde os participantes, de mãos dadas, rodavam para esquerda em círculo. Este movimento espalhou-se para a Califórnia e o Oregon  e depois gradualmente desapareceu.

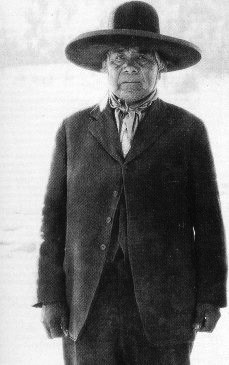
Wovoka – Xamã Paiute e criador da Dança dos Fantasmas

A segunda iniciou-se em 1889, quando um outro índio paiute chamado Wovoka, também teve um transe e começou a profetizar um futuro sem homens brancos, quando os índios recuperariam suas terras e os falecidos regressariam à vida. Entre os rituais deste movimento, a "Dança dos Fantasmas" tinha destaque especial. Este movimento acabou se alastrando entre os cheyenne, os sioux e outras tribos.
Os colonos brancos vendo que várias tribos executavam o ritual julgavam que tratava-se de preparativos para guerra e acabaram por pedir auxílio do governo. Estes eventos culminaram no Massacre de Wounded Knee em 1890 que acabou por selar o fim do movimento.
A "Dança dos Fantasmas" extinguiu-se, ainda que no início do século XX, algumas tribos ainda praticassem o ritual.